# Frans Alphons Maria Alting von Geusau

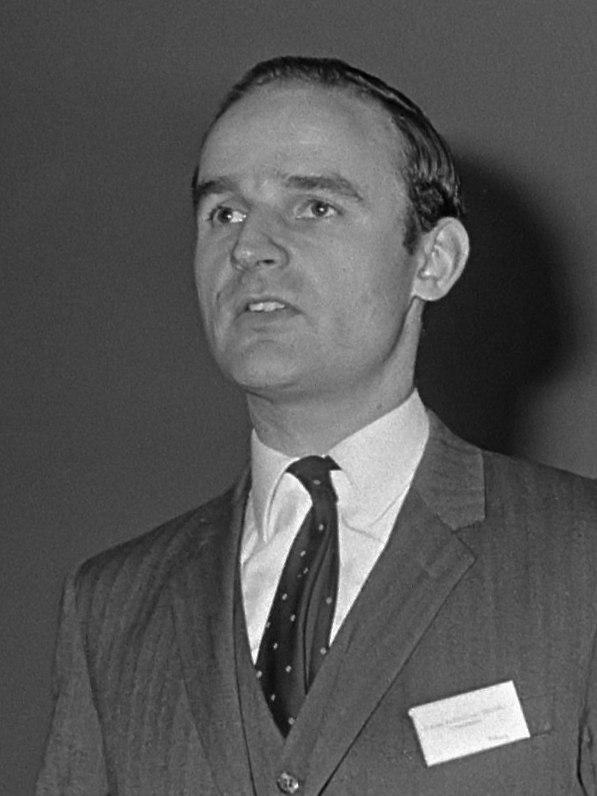
Frans Alphons Maria Alting von Geusau (1969)

Frans Alphons Maria Alting von Geusau (* 26. Juni 1933 in Bilthoven) ist ein niederländischer Rechtswissenschaftler und Diplomat.

## Leben
Alting von Geusau hatte 1952 ein Studium der Rechtswissenschaften an der Universität Leiden aufgenommen, das er nach der Absolvierung seines Wehrdienstes als Artillerieoffizier in der niederländischen Armee, 1955 fortsetzte. Zu diesem Zweck begab er sich 1958 an das College of Europe in Brügge, wo er ein Jahr lang Studien zum europäischen Recht absolvierte. Danach wurde er Assistent  bei Ernst B. Haas an der University of California und kehrte 1960 in die Niederlande zurück. Hier promovierte er in Leiden 1962 mit dem Thema European Organisations and Foreign Relations of States. A comparative analysis of decision-making (frei deutsch übersetzt: Europäische Organisationen und auswärtige Beziehungen der Staaten. Eine vergleichende Analyse der Entscheidungsfindung).
Im Jahr 1963 war er Gründungsdirektor des niederländischen Jugendfreiwilligen Programms (Jongeren Vrijwilligers Programma). 1964 wurde er Mitglied der ständigen Studiengruppe am europäischen Zentrum der Carnegie-Stiftung in Genf, der er bis 1971 angehörte. 1965 wurde er Professor für Völkerrecht an der Universität Tilburg, welche Aufgabe er bis zu seiner Emeritierung 1998 innehatte. Hier hatte er 1967 die Leitung des Zentrums für internationales Studium am John F. Kennedy Institut übernommen, welches sich unter seiner Leitung bis 1987 zu einer angesehenen internationalen Einrichtung entwickelte. 1985 übertrug man ihm eine besondere Stiftungsprofessur für Rechtswissenschaften an der Universität Leiden, wo er über die Thematik der westlichen Zusammenarbeit nach dem Zweiten Weltkrieg dozierte. Diesen Lehrstuhl legte er 1995 nieder, da er bereits 1994 an der University of Notre Dame ein Lehrstuhl für die Erforschung westlicher Einrichtungen am dortigen Phoenix Institut bekleidete.
Seit 2008 betreut er als Gastprofessor für internationale Beziehungen das europäische und internationale Ausbildungsprogramm an der Universität Leiden. Zudem war er Gastprofessor am MIT, an der Harvard University, an der University of Cambridge und an der University of Michigan. Als Gastdozent wirkte er auch im Rockefeller Center, in Bellagio, am Woodrow Wilson International Center for Scholars und am Zentrum für internationale Beziehungen der Harvard University. Er war von 1985 bis 1997 Mitglied des wissenschaftlichen Rates des Instituts für die Wissenschaften vom Menschen in Wien und nahm in dieser Eigenschaft im Castel Gandolfo an Gesprächen mit Johannes Paul II. teil.
Der niederländischen Regierung diente er von 1965 bis 1998 als Mitglied der beratenden Kommission des internationalen Rechts, er war in dieser Eigenschaft von 1973 bis 1975 Mitglied der Delegationen bei der Generalversammlung der Vereinten Nationen und trat 1967 der beratenden Kommission für Abrüstung und internationale Sicherheit bei, dessen Vorsitzender er von 1976 bis 1984 war. Er beteiligte sich an der Gründung der niederländischen Organisation für internationale Amtshilfe, wurde 1973 Vorsitzender des wissenschaftlichen Ausschusses der Europäischen Kulturstiftung und war von 1984 bis 1992 deren Vizepräsident. Auch hat er sich an dem katholischen Hilfswerk Kirche in Not beteiligt, wo er als Vizepräsident und Vorsitzender einer Projektgruppe bis 2008 wirkte.

## Werke (Auswahl)
- Economic relations after the Kennedy Round. 1969
- The Lome convention and a new international economic order. 1969
- The Future of the international monetary system. 1970
- European perspectives on world order. 1975
- Uncertain détente. 1979
- The Pacific Rim and the Western world: strategic, economic, and cultural perspectives. 1987
- Beyond containment and division : Western cooperation from a post-totalitarian perspective. 1992
- Realism and moralism in international relations: essays in honor of Frans A.M. Alting von Geusau. 1998
- Cultural Diplomacy: waging war by other means? 2009
- The Illusions of Détente. 2009
- Western Cooperation. Origins and History. 2009
- European Unification into the Twenty First Century: Fading, Failing, Fragile? 2012

## Weblink
- Webseite mit Porträt

| Personendaten    | Personendaten                                       |
| ---------------- | --------------------------------------------------- |
| NAME             | Alting von Geusau, Frans Alphons Maria              |
| KURZBESCHREIBUNG | niederländischer Rechtswissenschaftler und Diplomat |
| GEBURTSDATUM     | 26. Juni 1933                                       |
| GEBURTSORT       | Bilthoven, Niederlande                              |